# Hiroki Kobayashi
Hiroki Kobayashi (født 24. maj 1977) er en tidligere japansk fodboldspiller.
Han har spillet for flere forskellige klubber i sin karriere, herunder Shonan Bellmare og Roasso Kumamoto.